# Francisco Portillo
Francisco Portillo Soler, né le 13 juin 1990 à Malaga en Espagne, est un footballeur espagnol évoluant comme milieu offensif.

## Biographie
Né à Malaga, Portillo effectue toute sa formation dans le grand club local, le Málaga CF qui évolue en Liga BBVA.
Il intègre pour la première fois le groupe professionnel pour la Coupe de la paix 2009 lors de la préparation estival pour la saison 2009/10. Titularisé contre Aston Villa, il participe activement à la victoire (1-0) des siens et est nommé homme du match.
Il ne fait son retour que le 24 janvier 2010, il fait sa première apparition en Liga contre le Real Madrid CF en remplacement du danois Patrick Mtiliga. Malgré cela, il retourne en équipe réserve pour le reste de la saison.
Le 10 août 2010, il signe professionnel jusqu'en 2013, mais il n'incorpore totalement le groupe professionnel qu'en novembre 2010, au moment où Manuel Pellegrini remplace Jesualdo Ferreira au poste d'entraîneur.
En janvier 2015, il est cédé pour six mois au Betis Séville . Il soulève avec le club sévillan son premier trophée en carrière en  remportant la Segunda División en 2015 qui décide de l'acquérir. 
Le 31 août 2016, Portillo est prêté au Getafe CF qui vient d'être relégué en Segunda División. Il aide le club à remonter dans l'élite espagnole en inscrivant quatre buts. Portillo rejoint définitivement Getafe à l'été 2017.

## Palmarès
Betis Séville
- Segunda División
  - Vainqueur en 2015